# 557
Năm 557 là một năm trong lịch Julius.

## Sự kiện

### Tháng 1
- Vũ Văn Hộ ép Ngụy Cung Đế nhường ngôi cho Vũ Văn Giác, kiến lập Bắc Chu, định đô tại Trường An.

### Tháng 10
- Trần Bá Tiên phế Lương Kính Đế lập ra nhà Nam Trần, định đô tại Kiến Khang.